# Jeu-Maloches
Jeu-Maloches – miejscowość i gmina we Francji, w Regionie Centralnym, w departamencie Indre.
Według danych na rok 1990 gminę zamieszkiwało 160 osób, a gęstość zaludnienia wynosiła 13 osób/km² (wśród 1842 gmin Centre, Jeu-Maloches plasuje się na 977. miejscu pod względem liczby ludności, natomiast pod względem powierzchni na miejscu 1028.).